# Comissão Shvernik
Comissão Shvernik (russo: комиссия Шверника) foi o nome informal de uma comissão formada pelo comité central do Partido Comunista da União Soviética para a investigação de repressão política na União Soviética durante o período de Stalin. Era chefiada por Nikolai Shvernik, os outros membros eram Alexander Shelepin, Zinovy Serdyuk, Roman Rudenko, Olga Shatunovskaya, N. Mironov e Vladimir Semichastny.
A comissão trabalhou no período de 1961 a 1963 e produziu uma grande de relatórios, que detalharam o mecanismo de falsificação dos julgamentos contra Nikolai Bukharin, Grigori Zinoviev, Tukhachevsky e muitos outros. A Comissão baseou as suas conclusões em grande parte, em depoimentos de antigos funcionários da NKVD e de vítimas de repressões, e em documentos existentes. A comissão recomendou a reabilitar todos os acusados, com exceção de Karl Radek e Genrikh Yagoda, porque no caso de Radek era necessário aprofundar a verificação, e Yagoda era um criminoso e um dos falsificadores da farsa judicial. A comissão afirmou:
"Stalin cometeu um crime gravíssimo contra o Partido Comunista, o estado socialista, o povo soviético e movimento revolucionário em todo o mundo ... Juntos com Stalin, a responsabilidade pelo abuso de direito, repressões injustificadas em massa e a morte de muitos milhares de pessoas totalmente inocentes também é de Molotov, Kaganovich, Malenkov".
O total de detenções citadas no relatório da Comissão Shvernik para os anos de 1937 e 1938 é de 1 372 392 pessoas, das quais 681 692 foram executadas.